# Coccidulinae
Coccidulinae es una subfamilia de coleópteros de la familia Coccinellidae.

## Tribus
- Según Sasaji (1971a): Coccidulini - Exoplectrini - Lithophilini - Noviini

- Según Kovár (1996): Coccidulini - Exoplectrini - Lithophilini - Azyini - Cranophorini - Monocorynini

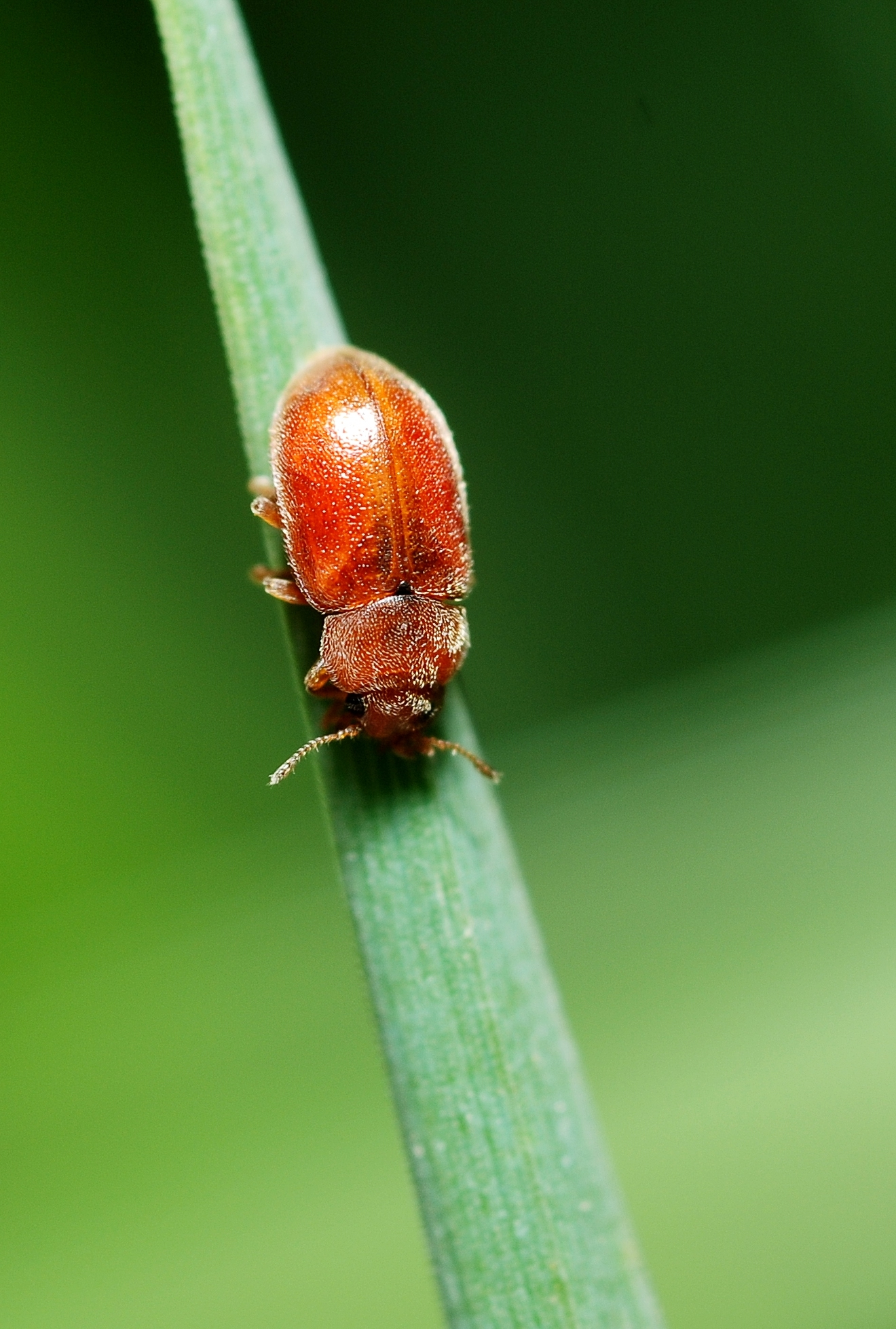
Coccidula rufa